# Belz
Belz (ukrainsk: Белз, tr. Belz; polsk: Bełz; jiddisch: בעלז, tr. Belz) er en lille by i Lviv oblast i det vestlige Ukraine. Byen har 2.191 (2022) indbyggere.
Belz er beliggende nær grænsen til Polen mellem Solokija-floden (en biflod til Vestlige Bug) og Ritjytsia-bækkenet. Byen er sæde for administrationen af Belz byhromada, en af Ukraines hromadaer. Indtil den 18. juli 2020 tilhørte Belz Sokal rajon, men rajonen blev i juli 2020 slået sammen med Tjervonohrad rajon som en del af den administrative reform i Ukraine.